# Ford Model T
Ford Model T, наричан разговорно в САЩ „Тенекиената Лизи“ (на английски: Tin Lizzie), е автомобил, произвеждан от автомобилната фирма Ford Motor Company от 1908 до 1927 г. До 1972 г. това е най-масово произвежданият автомобилен модел в света с 15 милиона броя.
Хенри Форд създава първата действаща линия за монтаж на автомобили през 1913 г. Конструкцията на автомобила е опростена и пригодена максимално за монтаж на линията. Това опростяване, като например термосифонна система за охлаждане без водна помпа, смазване на възлите на двигателя чрез изпръскване и други, не прави колата по-ненадеждна, а са считани за прогресивни промени. Като резултат постига осемкратно увеличаване на производителността на монтажа (от 12,5 часа на 1 час и 33 минути). Интересното е, че при това тясното място в производството се оказало боядисването. Единствената боя, която е можела да изсъхва достатъчно бързо, е Japan Black („японско черно“), поради което компанията Ford спира производството на коли с други цветове до 1926 г. И това е причина за знаменитата фраза на Хенри Форд „Всеки цвят, стига да е черен.“ За да се постигне необходимата производителност при монтажа, особено важно е да се постигне високо качество на детайлите и пълна взаимозаменяемост. Резервни части за този автомобил са продавани в железарските магазини.
Когато се появява Model T през 1908 – 1910 г., по-голямата част от автомобилите за лично ползване в САЩ струват от 1100 до 1700 долара. Началната цена на Model T е 825 – 850 долара. Цената на автомобила се намалява постоянно и достига 350 долара. През 1914 г. един работник на монтажната линия на Ford може да закупи един автомобил Ford Model T само с четири месечни възнаграждения. Това прави автомобила наистина „народен“.

## Конструкция
Двигателят на Ford T е четирицилиндров с работен обем 2893 cm³ и мощност 20 к.с. (15 kW). Максималната скорост, която развива автомобилът, е 64 – 72 km/h. Цилиндровият блок представлява цяла чугунена отливка и главата на блока се сваля. Клапанният механизъм е с долно разположение на клапаните. Не се е предвиждало регулиране на клапаните, като в случай на проблеми се заменяли избутвачите или се изпилявали.
В скоростната кутия на Ford T се използва планетарен механизъм с управление, изпълнявано с помощта на блокиране на отделните негови елементи с лентови спирачки. Този принцип се използва в съвременните автоматични скоростни кутии. Превключването между двете налични първа и втора скорости и задната скорост се извършва от водача посредством ръчната спирачка и два крачни педала.

### Фотогалерия дизайн
- Ford Modell T – 1914
- Фигурка върху радиатора с вграден термометър на двигателя
- Фар
- Детайл
- Клаксон
- Фар
- Дървено колело с 12 спици
- Спирачки Rocky Mountain
- Тахометър „Speedomat“ и индикация на акумулатора

### Галерия хронология на Ford T
- 1909 Touring (открита каросерия) – много ранен модел с двупедално, двулостово управление
- 1909 роудстър
- 1909 Tourabout (като Touring, но без задни врати)
- 1911 Touring
- 1911 Torpedo Runabout
- 1911 Open Runabout
- 1912 Touring
- 1912 търговски роудстър
- 1912 Torpedo Runabout
- 1912 кола за доставки
- 1913 Touring
- 1913 Runabout
- 1914 touring
- 1914 Runabout
- 1915 Runabout – с извит панел на капака
- 1916 Touring
- 1917 Runabout – с нов извит капак
- 1919 Runabout
- 1920 Touring
- 1921 Touring
- 1922 Runabout
- 1922 flatbed truck
- 1923 Ford Model T depot hack
- 1923 Runabout (early '23 model)
- 1924 Touring
- 1924–1925 Runabout
- 1925 Touring – с балонни гуми и разделени джанти
- 1925 Touring
- 1926 Runabout
- 1927 Runabout
- 1927 Touring – последният Ford Model T, построен в завода на Ford в Хайланд Парк в Мичиган
- 1928 Ford Model A Tudor sedan – показан за сравнение, с по-широко тяло и извити врати